# Dysdera paucispinosa
Dysdera paucispinosa är en spindelart som beskrevs av Jörg Wunderlich 1992. Dysdera paucispinosa ingår i släktet Dysdera och familjen ringögonspindlar.
Artens utbredningsområde är Kanarieöarna. Inga underarter finns listade i Catalogue of Life.